# Otto Nilsson
Sven Otto Nilsson (Göteborg, 26 settembre 1879 – Göteborg, 10 novembre 1960) è stato un giavellottista e discobolo svedese.
Ha partecipato a due edizioni dei Giochi olimpici; a Londra 1908 vinse la medaglia di bronzo nel giavellotto grazie alla misura di 47,11 m, mentre a Stoccolma 1912 non ottenne invece risultati di rilievo.